# Hrabia Romney

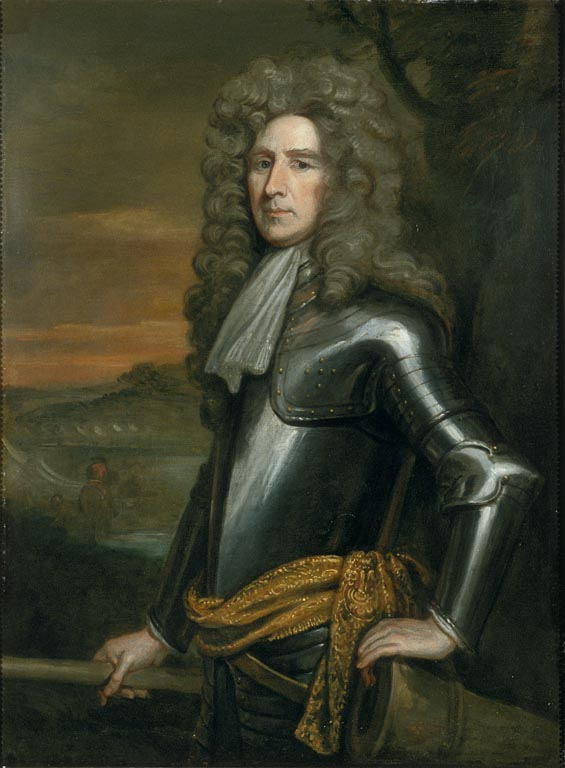
Henry Sydney, 1. hrabia Romney

## Informacje ogólne
- Dodatkowymi tytułami hrabiego Romney są:
  - wicehrabia Marsham (od 1801 r.)
  - baron Romney (od 1716 r.)
- Najstarszy syn hrabiego Romney nosi tytuł wicehrabiego Marsham
- Rodową siedzibą hrabiów Romney jest Moat House niedaleko Maidstone w Kencie

Hrabiowie Romney 1. kreacji (parostwo Anglii)
- 1694–1704: Henry Sydney, 1. hrabia Romney

Baronowie Romney 1. kreacji (parostwo Wielkiej Brytanii)
- 1716–1724: Robert Marsham, 1. baron Romney
- 1724–1794: Robert Marsham, 2. baron Romney
- 1794–1801: Charles Marsham, 3. baron Romney

Hrabiowie Romney 2. kreacji (parostwo Zjednoczonego Królestwa)
- 1801–1811: Charles Marsham, 1. hrabia Romney
- 1811–1845: Charles Marsham, 2. hrabia Romney
- 1845–1874: Charles Marsham, 3. hrabia Romney
- 1874–1905: Charles Marsham, 4. hrabia Romney
- 1905–1933: Charles Marsham, 5. hrabia Romney
- 1933–1975: Charles Marsham, 6. hrabia Romney
- 1975–2004: Michael Henry Marsham, 7. hrabia Romney
- 2004 -: Julian Charles Marsham, 8. hrabia Romney

Następca 8. hrabiego Romney: David Charles Marsham, wicehrabia Marsham